# Pesenàs
Pesenàs (occità) o Pézenas (francès). és un municipi francès, al departament de l'Erau i a la regió d'Occitània. Tenia una població de 8.200 habitants segons el cens de l'any 2014.

## Personatges il·lustres
- Charles Tessier